# Wicomico River (na półwyspie Delmarva)
Wicomico (ang. Wicomico River) – rzeka na półwyspie Delmarva w amerykańskim stanie Maryland. Uchodzi do zatoki Chesapeake.